# 장미 혁명

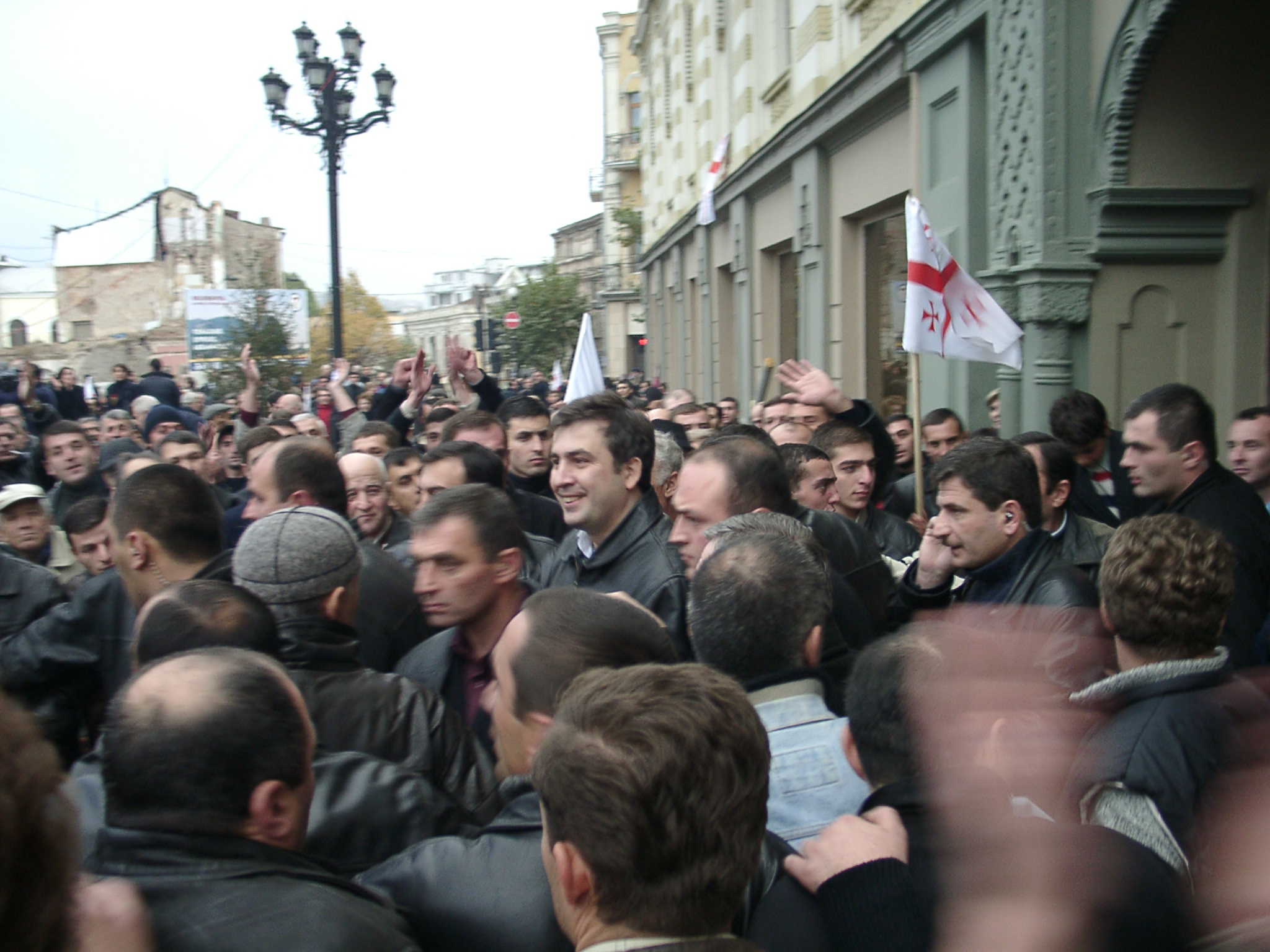
장미 혁명(2003년) 당시, 트빌리시 자유광장에 모인 사카시빌리와 군중들

장미 혁명(Revolution of Roses, 조지아어: ვარდების რევოლუცია)은 2003년에 당시 대통령이었던 에두아르트 셰바르드나제를 퇴진시킨 조지아의 무혈 혁명이다.

## 정치적 배경
조지아는 1992년 이래 에두아르트 셰바르드나제(1995년 이래 대통령)가 통치했다. 그의 정부와 일가는 부정부패와 연루되었고, 이러한 부패는 조지아의 경제 발전을 저해했다. 조지아는 다른 서북아시아 국가들에 비해 가난한 상태로 남아있게 되었다. 러시아의 지원을 받는 두 개의 분리주의 지역(압하스 공화국 및 남오세티야)는 트빌리시 정부의 영향력 밖에 있었고, 아자리야(아자리야 공화국)는 반분리주의 지도자인 아슬란 아바시제 (Aslan Abashidze)가 통치했다. 2003년 11월 2일로 예정된 국회의원 선거를 앞두고 정치 및 사회 경제적 위기가 절정에 이르렀다.
셰바르드나제의 정치 연합인 "새로운 조지아를 위하여(For a New Georgia)"와 아바시제의 "조지아 민주주의 부흥 연합(Union of Democratic Revival of Georgia)"과 대립하는 대중 정당이 있었다. 이 대립 정당이 미헤일 사카시빌리의 "국가 운동 연합(United National Movement)"과 "부르자나제-민주당(Burjandze-Democrats)"이며 이 정당들은 사카시빌리의 정치적 동지인 니노 부르자나제(Nino Burjanadze)와 주라브 즈바니아(Zurab Zhvania)가 이끌었다.

## 같이 보기
- 2011년 조지아 시위
- 오렌지 혁명
- 튤립 혁명